# Золотой Колос (Крым)
Золото́й Ко́лос (до 1948 года Джамана́к Ру́сский; укр. Золотий Колос, крымскотат. Rus Camanaq, Рус Джаманакъ) — исчезнувшее село в Раздольненском районе Республики Крым, располагавшееся на юго-западе района, на Тарханкутской возвышенности, у границы с Черноморским районом, примерно в 2 километрах западнее современного села Нива.

## История
Впервые в доступных источниках поселение упоминается в Статистическом справочнике Таврической губернии 1915 года, согласно которому в деревне Джаманак Новый Агайской волости Евпаторийского уезда числилось 13 дворов с русским населением в количестве 81 человек приписных жителей и 17 — «посторонних», из которых 45 мужчин и 53 женщины. Жители владели 600 десятинами удобной земли (все безземельные). В хозяйствах имелось 85 лошадей, 13 волов, 17 коров и 12 голов мелкого скота.
После установления в Крыму Советской власти, по постановлению Крымревкома от 8 января 1921 года № 206 «Об изменении административных границ» была упразднена волостная система и в составе Евпаторийского уезда был образован Бакальский район, в который включили село, а в 1922 году уезды получили название округов. 11 октября 1923 года, согласно постановлению ВЦИК, в административное деление Крымской АССР были внесены изменения, в результате которых округа были отменены, Бакальский район упразднён и село вошло в состав Евпаторийского района. Согласно Списку населённых пунктов Крымской АССР по Всесоюзной переписи 17 декабря 1926 года, в селе Джаманак Новый (русский), Агайского сельсовета Евпаторийского района, числилось 23 двора, все крестьянские, население составляло 107 человек, из них 95 русских, 10 немцев, 1 украинец и 1 эстонец. После создания 15 сентября 1931 года Фрайдорфского (переименованного в 1944 году в Новосёловский) еврейского национального района Джаманак русский включили в его состав, а после создания в 1935 году Ак-Шеихского района (переименованного в 1944 году в Раздольненский район) — включили в состав этого нового района.
С 25 июня 1946 года Джаманак в составе Крымской области РСФСР. Указом Президиума Верховного Совета РСФСР от 18 мая 1948 года Джаманак русский переименовали в Золотой Колос. 26 апреля 1954 года Крымская область была передана из состава РСФСР в состав УССР. Время включения в Берёзовский сельсовет пока не установлено: на 15 июня 1960 года село уже числилось в его составе. Ликвидировано в период с 1 июня 1977 года, поскольку на эту дату ещё числилось в составе Берёзовского сельского совета по 1985 год, поскольку в списках упразднённых после этой даты населённых пунктов не значится.